# Nano Nagle
Honora Nagle, von ihrer Familie und ihren Mitschwestern stets Nano genannt, (* 1718 in Ballygriffin bei Killavullen, County Cork (Irland); † 26. April 1784 in Cork) war eine Ordensschwester und gründete am 24. Dezember 1775 in Cork die  römisch-katholische Kongregation der „Union of Presentation Sisters of the Blessed Virgin Mary“ (Ordenskürzel: PBVM). Nano Nagle war eine der Vorkämpferinnen des Rechtes der Frauen auf Bildung.

## Leben
Nano Nagle wurde in eine traditionell konservativ irisch katholische  Familie hineingeboren, sie hatte vier Schwestern und zwei Brüder. Ihre Eltern Garret Nagle und Ann Nagle (geb. Matthew) waren wohlhabende Gutsbesitzer, deren große Ländereien um Ballygriffin gruppiert waren. Da eine Konversion zur „ Kirche von England“ nicht in Betracht gezogen wurde (dieses wäre zwangsweise notwendig gewesen, um in Irland eingeschult zu werden), wurde sie zur Schulausbildung nach Paris geschickt, und zwar zu den Ursulinen in Paris. Nach dem Schulabschluss kehrte sie, trotz der „Penal Laws“, der anti-katholischen Gesetze, nach Irland zurück und lebte zusammen mit ihrer Mutter in Dublin.
Der Tod ihres Vaters, ihrer Mutter und ihrer Schwester Ann veranlasste Nano, an ihren Geburtsort Ballygriffin zurückzukehren. Hier wuchs der Wunsch, Ursulin zu werden. In Frankreich absolvierte sie das Postulat. Nano Nagle unterstützte und ermöglichte die Niederlassung der Ursulinen in Irland im Jahre 1771. Sie entschloss sich jedoch letztlich, den Ursulinen nicht beizutreten, da sich herausstellte, dass ihre Ordensregeln es den Ursulinen – unter den in Irland herrschenden Beschränkungen für Katholiken – nur ermöglichten, in den Konventen zu unterrichten, jedoch nicht hinauszugehen, um auch Mädchen armer Familien Unterricht geben zu können.
Nano Nagle verstand, dass es für ihr Anliegen nötig war, eine neue Kongregation zu gründen. Am Weihnachtstag 1775 versprachen Nano Nagle und einige Gefährtinnen einander, als Gemeinschaft zusammenzuleben. Der daraus entstandene Orden nannte sich zunächst Sisters of the Charitable Instruction of the Sacred Heart of Jesus. Später wurde der Ordensname in Sisters of the Presentation of the Blessed Virgin Mary (Schwestern von der Darbringung der seligen Jungfrau Maria) geändert. Der Eintritt Marias in den Tempel in Jerusalem war ein spiritueller Lieblingsgedanke von Nano Nagle. Die populäre Benennung wurde „Presentation Sisters“. Am 29. Juni 1776 empfing sie ihr Habit und am 24. Juni 1777 legte sie ihre Gelübde ab. Sie nahm den Ordensnamen „Mother Mary of St. John of God“ an.
In schneller Reihenfolge errichteten die Schwestern in der Stadt Cork und in der Grafschaft Cork katholische Schulen: zwei Mädchenschulen und fünf Jungenschulen, so genannte Heckenschulen. Der Betrieb musste gegenüber der britisch-irischen Herrschaft geheim bleiben; die Unterrichtsstunden fanden deshalb meistens am Abend und in der Nacht statt. Schon bald erhielt Nano Nagle den Spitznamen „Frau mit der Laterne“, da sie die Armen in den Orten zur Nachtzeit und nach der Arbeit besuchte.
Ihr ganzes Leben widmete sie der katholischen Schulausbildung von Kindern. Sie lebte in persönlicher Armut und nahm gegenüber ihrem Körper keine Rücksicht. Nach kurzer und schwerer Krankheit verstarb sie am 26. April 1784. Ihre letzten Worte waren: „Spende Dich selbst für die Armen.“

## Ehrungen
- Weltweit wurde Nano Nagle die Namensgeberin für Schulen und Armeneinrichtungen.
- In Cork wurde 1985 eine Brücke über den Fluss River Lee nach ihr benannt.[8]
- Im Jahre 2000 wurde sie in Irland zur bedeutendsten Irin aller Zeiten gekürt,[9] ebenso 2005 bei einer Telefon-Umfrage von Raidió Teilifís Éireann (RTE).[10]
- Anlässlich des 200. Gründungsjahres der Ordensgemeinschaft gab die irische Post zwei Sondermarken heraus.